# Jorge Romo
Jorge Romo Fuentes (20 d'abril de 1924 - 17 de juny de 2014) fou un futbolista mexicà.

## Selecció de Mèxic
Va formar part de l'equip mexicà a la Copa del Món de 1954. Fou jugador del Club Deportivo Marte i Deportivo Toluca.